# Żyborski
Żyborski (forma żeńska: Żyborska, liczba mnoga: Żyborscy) – polskie nazwisko.

## Etymologia nazwiska
Od niemieckiej nazwy osobowej Siber, Sieber, te od imienia złożonego Siegbert.

## Demografia
Na początku lat 90. XX wieku w Polsce mieszkało 9 osób o tym nazwisku, najwięcej w dawnym województwie: wrocławskim  – 5, gdańskim – 3 i krakowskim – 1. W 2016 roku mieszkało w Polsce 9 osób o nazwisku Żyborski, najwięcej we Wrocławiu.